# 马蒂纽坎普斯
马蒂纽坎普斯是巴西米纳斯吉拉斯州的一个市镇。总面积1060.302平方公里，总人口12165人，人口密度11.5人/平方公里。